# Lynch Mob
Lynch Mob es una agrupación estadounidense de heavy metal, formada por el guitarrista George Lynch, conocido por haber pertenecido a la banda Dokken. Lynch ha sido el único miembro permanente de la agrupación desde su fundación.

## Biografía
El primer disco de la banda, Wicked Sensation (1990), fue bien recibido por crítica y fanáticos. Sin embargo, dadas las circunstancias de la época, en la que el hard rock fue opacado en parte por el movimiento grunge, Wicked Sensation no obtuvo las ventas esperadas. El vocalista escogido para grabar el disco fue Oni Logan.
El siguiente álbum se tituló Lynch Mob (1992), e incluso obtuvo peores resultados que su antecesor. En esta oportunidad el vocalista fue Robert Mason. Luego de la gira correspondiente al disco, Lynch Mob se desintegra, debido principalmente al reencuentro de George Lynch con Don Dokken y compañía, para la esperada reunión de Dokken.
Después de la segunda salida de Lynch de Dokken en 1998, se grabaron cinco discos más bajo el nombre Lynch Mob, todos con distintas alineaciones de músicos, entre los que destacan el bajista Anthony Espósito, el batería Mick Brown, y el cantante Andrew Freeman, así como la colaboración del baterista Vinny Appice (Black Sabbath/Dio). A partir de entonces, la agrupación ha realizado giras principalmente en los Estados Unidos.

## Discografía
- Wicked Sensation (1990)
- Lynch Mob (1992)
- Syzygy (1998) https://en.wikipedia.org/wiki/Syzygy_(EP)
- Smoke This (1999)
- Evil: Live (2003)
- REvolution (2003)
- REvolution Live (2004)
- Smoke and Mirrors (2009)
- Sound Mountain Sessions (EP, 2012)
- Sun Red Sun (2014)
- Rebel (2015)
- The Brotherhood (2017)
- Babylon (2023)